# Port Royal (Caroline du Sud)
Pour les articles homonymes, voir Port-Royal.
Port Royal est une localité du comté de Beaufort en Caroline du Sud, aux États-Unis, dont la population était de 3 950 habitants lors du recensement de 2000. En raison de l'annexion de nouvelles zones construites, sa population a plus que doublé depuis lors, atteignant 10 678 habitants au recensement de 2010.

## Histoire
Le premier Européen à débarquer à Port Royal, en 1514, fut Pedro de Salazar, envoyé depuis Hispaniola par Lucas Vázquez de Ayllón, qui y débarqua lui-même en 1525, pour y construire le premier fort. Lors du premier hiver, il y périt ainsi que la plupart de ses hommes. Les Espagnols continuèrent cependant à utiliser ce mouillage afin de poursuivre l'exploration de la région.
Les Français, Jean Ribault et René de Goulaine de Laudonnière, à la tête d'une expédition de huguenots, explorèrent et cartographièrent la région, en 1562. En débarquant, en ce lieu, Ribault le baptisa aussitôt Port Royal. Ils y fondèrent une colonie qui sera détruite, en 1565, par les Espagnols. Un an plus tard, ceux-ci construisirent, non loin de là un port militaire et la mission Santa Elena qui fut pendant vingt-et-un ans la capitale de la Floride espagnole. 

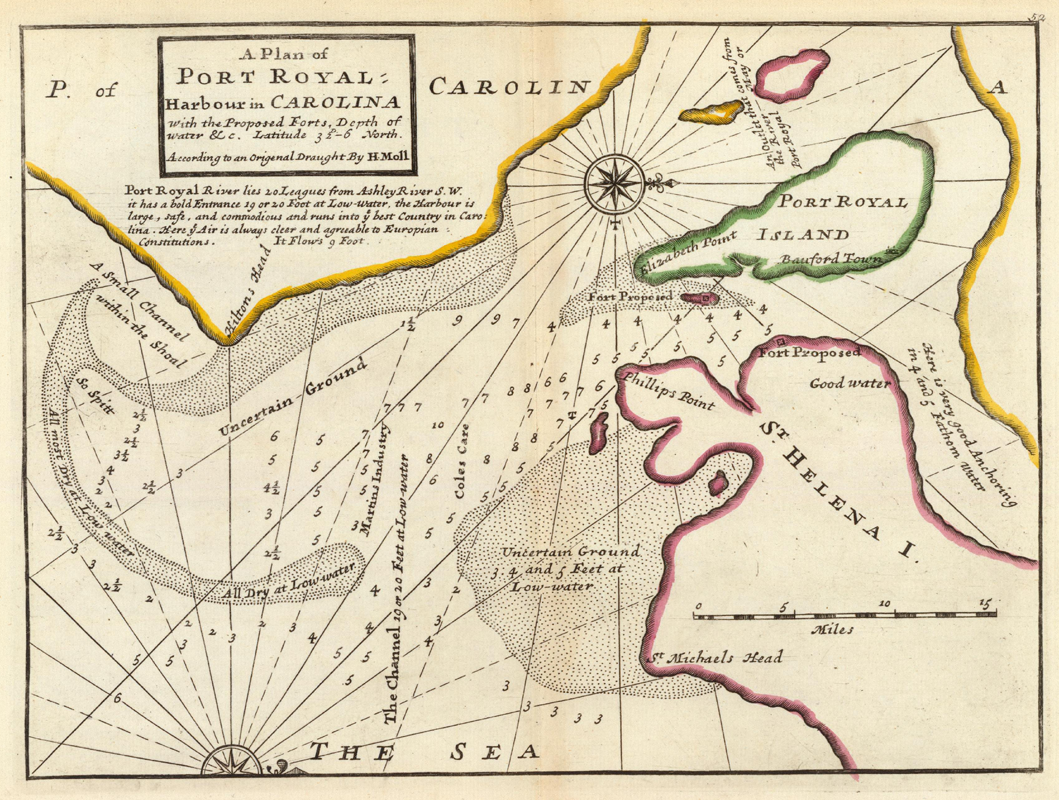
Plan de Port Royal datant du XVIIe siècle.

En 1629, Charles Ier d'Angleterre, offrit à son ministre de la justice, Robert Heath, la région composée des deux Carolines, de la Géorgie et de la plus grande partie de la Floride, mais aucun effort ne fut entrepris afin de la coloniser. En 1663, le capitaine William Hilton, qui naviguait depuis la Barbade, sur l'Adventure, planta le premier drapeau britannique dans la région de Santa Elena. La colonisation britannique débuta vraiment en 1670, après que Charles II d'Angleterre eut offert la région à huit de ses plus fidèles amis qui lui avaient permis de recouvrer son trône. Ces derniers commencèrent alors à vendre les terres autour de Port Royal.
Pendant la guerre de Sécession, elle fut le siège de la bataille de Port Royal avant d'abriter l'expérience de Port Royal, un programme gouvernemental qui tentait d'organiser la transition d'une économie de plantation esclavagiste à un marché du travail libre.

## Sources
- Jean Mabire, Grands marins normands, Saint-Malo, France : Editions L'Ancre de marine, 1993.  (ISBN 9782905970664)